# Афанасьєв Георгій Павлович
Гео́ргій Па́влович Афана́сьєв (нар. 1872, Херсонська губернія, Російська імперія — пом. ?) — полковник Армії Української Держави.

## Життєпис
Георгій Афанасьєв народився у 1872 році у Херсонській губернії Російської імперії. Закінчив Орловський кадетський корпус, Костянтинівське артилерійське училище, навчався у Миколаївській академії Генерального штабу.
Станом на 1 січня 1910 року — штабс-капітан 5-го Східно-Сибірського мортирного паркового артилерійського дивізіону (с. Спаське). Учасник Першої світової війни, був нагороджений орденом Святого Георгія IV ступеня. Останнє звання у російській армії — полковник.
У 1917 році — командир 6-го мортирного дивізіону та інспектор артилерії 2-го Січового Запорізького корпусу військ Центральної Ради. З січня 1918 року — начальник артилерії Гайдамацького Коша Слобідської України. Навесні 1918 року підготував українською мовою підручник-статут для артилерії.
У 1918 році — начальник муштрового відділу управління Інспектора артилерії Армії Української Держави. З жовтня 1918 року — командир Сердюцького гарматного полку Армії Української Держави.
У 1919—1920 роках служив у Білій армії, у листопаді 1920 року виїхав у складі Російської армії барона Петра Врангеля з Криму до Османської імперії. Білоемігрант.